# 會津若松市

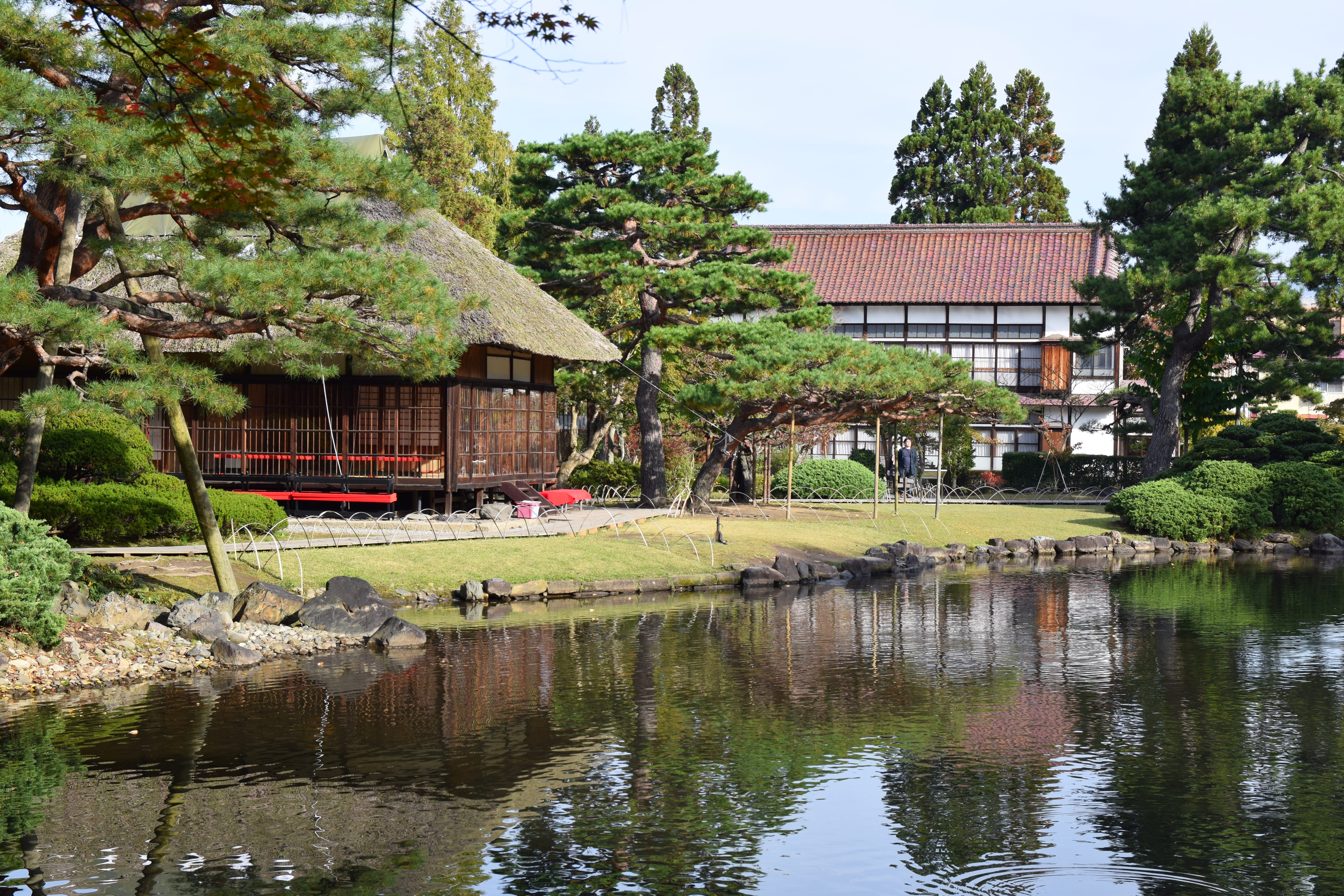
御藥園

會津若松市（日语：／ Aizuwakamatsu shi */?）是日本福島縣西部（會津地方）的都市，也是會津地方的中心城市；在江戶時代是会津藩的城下町。由于在二戰中免于盟軍空襲等因素，這裡遺留了不少古蹟，成為了豐富的觀光資源；也因為是日本自古以來的兵家必爭之地，因此稱為「武士之鄉」，目前以會津若松市為中心的會津若松都市圈的人口約有19萬人。

## 氣候
由於城市中心位於盆地，年溫差大（1月平均氣溫0℃，8月平均氣溫 25℃）。通常冬季會降雪，這一地區已被指定為大雪地區,也充滿了日本海的氣候，而氣候的特點是遠離大海的內陸。年平均氣溫為 11.4℃，年平均降雨量為1133.8毫米。

## 觀光
會津若松車站是會津鐵道以及JR東日本的磐越西線與只見線之匯合處，可在此處轉車前往喜多方市、豬苗代湖區域與只見線、南會津等區域，因此多數外地旅客會將會津若松作為其中繼的住宿與遊玩地點。另外會津若松觀光當局推出的「會津周遊卡」（会津ぐるっとカード），可在兩日內無限次搭乘指定區間內的鐵路、巴士、市內觀光巴士前往會津若松以及其鄰近區域，一張售價為2,700日圓。

### 名勝
- 会津若松城（鶴城）：會津藩的主城遺跡。其天守為近代重建以作為當地的鄉土博物館用途。
- 御藥園（日语：御薬園）
- 飯盛山（日语：飯盛山 (福島県)）－白虎隊十九烈士墓、榮螺堂（日语：栄螺堂）
- 舊瀧澤本陣（日语：旧滝沢本陣）
- 松平家墓地群（日语：会津藩主松平家墓所）：會津藩松平家歴代藩主的墓地。
- 會津藩校日新館（日语：日新館）
- 會津村：佔地約19.8公頃的日式庭園，園內有一尊長達57公尺的臥佛「會津慈母大觀音像」 （页面存档备份，存于）[永久]。
- 會津武家屋敷 （页面存档备份，存于）
- 強清水：被稱為「會津的名水」的著名水泉，以其湧水所製作的喬麥麵也是當地名產之一 （页面存档备份，存于）。
- 皆鶴姬之碑（皆鶴姫の碑）：記載源義經與鬼一法眼的養女皆鶴姬之間悲劇愛情故事的石碑 （页面存档备份，存于）。
- 里奧氏鄉南蠻館（レオ氏郷南蛮館）：收藏在豐臣秀吉時代擔任會津藩主的戰國武將蒲生氏鄉之史蹟資料的展覽館。館名中的「里奧」（Leo）是蒲生的洗禮名 （页面存档备份，存于）。
- 會津大塚山古墳
- 田村山古墳
- 七日町

### 溫泉
- 蘆之牧溫泉（日语：芦ノ牧温泉）
- 東山溫泉（日语：東山温泉）
- 神指溫泉（日语：大江戸温泉物語 湯屋あいづ）（大江戶溫泉物語 會津）

### 寺院
由於會津藩是戊辰戰爭中舊幕府勢力（佐幕派）的主力，會津若松市境內許多寺院也成了在內戰中陣亡的將士最後的安葬地。
- 天寧寺（日语：天寧寺 (会津若松市)）：戊辰戰爭敗戰後新選組局長近藤勇遭斬首，部分的遺體葬於此地。
- 阿彌陀寺（日语：阿弥陀寺 (会津若松市)）：新選組三番隊隊長齋藤一埋葬於此。
- 興德寺（日语：興徳寺 (会津若松市)）：蒲生氏鄉之墓所在地。
- 八葉寺（日语：八葉寺）：本堂阿彌陀堂是日本國家指定重要文化財。
- 延命寺（日语：延命寺 (会津若松市)）：境內的地藏堂（又稱「藤倉二階堂」）也是日本國定重要文化財。

## 文化

### 慶典、活動
- 會津祭（日语：会津まつり）
- 空也念佛舞（日语：念仏踊り）

### 傳統食物
- 蕎麥麵
- 棒鱈（日语：棒鱈）
- 豆麩
- 小汁（日语：こづゆ）
- 炸饅頭（まんじゅうの天ぷら）

- 五郎兵衛飴
- 山椒漬鯡魚（日语：鰊漬け）
- 會津醬汁豬排蓋飯（ソースカツ丼）
- 會津地雞（日语：地鶏）
- 生馬肉（日语：馬刺し）

## 教育
- 会津大学
- 會津大學短期大學部（原 福島縣立會津短期大學）

## 郵局
- 會津若松郵便局（日语：会津若松郵便局）（與日本郵便會津若松支店併設，集配局（日语：集配郵便局））
- 上三寄郵便局（集配局）
- 北會津郵便局（集配局）
- 原郵便局（集配局）
- 廣田郵便局（集配局）
- 會津阿皮奧（日语：会津アピオ）郵便局（会津アピオ郵便局）
- 蘆之牧郵便局
- 三本松郵便局
- 堂島郵便局
- 東長原郵便局

- 東山郵便局
- 門田郵便局
- 若松居合郵便局
- 若松一箕町郵便局
- 若松上町郵便局
- 若松榮町郵便局
- 若松小田垣郵便局
- 若松旭町郵便局
- 若松黒岩郵便局

- 若松山鹿町郵便局
- 若松本町郵便局
- 若松千石町郵便局
- 若松材木町郵便局
- 若松橋本郵便局
- 若松南町郵便局
- 若松駅前郵便局
- 若松赤井郵便局
- 若松七日町郵便局
- 若松東榮町郵便局

## 友好都市
- 陸奧市（青森縣）
- 鳴門市（徳島縣）
- 伊那市（舊高遠町。長野縣）
- 横須賀市（神奈川縣）
- 襄樊市（后更名襄陽市）（中華人民共和國湖北省）
- 沙市市（后更名荊州市）（中華人民共和國湖北省）
- 塞班市（北馬利安納群島）

## 外部連結
- 官方网站 （日語）